# Juan Ramón González
Juan Ramón González Sarría (Vall de Uxó, Castellón, 5 de octubre de 1960-Valencia, 30 de abril de 2025), conocido en el mundo artístico como Juan Ramón, fue un cantante y actor español, destacado en géneros como la balada romántica y la copla. Es hermano del también cantante Francisco.

## Biografía
Su madre es Maruja Sarría, tiene una hermana de nombre Ana María -cuyo nombre artístico es Anna-, también dedicada a la música. Comenzó a trabajar desde los 9 años, a los 12 años se convirtió en el soporte familiar tras la prematura muerte de su padre. Empezó su carrera como acompañante de su hermano Francisco, para luego iniciar su carrera solista a inicios de la década de 1980. 
En 1983 representó a España en el Festival del Mediterráneo celebrado en Antalya, Turquía, con la canción A diez mil metros de ti, lo que le catapulta como artista conocido en su país.
En 1988 graba su primer disco, Amante aventurero, que le abre las puertas del mercado latinoamericano, con canciones como "Todas las mujeres", "Lo mejor de mí" y "Amante aventurero". En 1990 graba su segundo LP Por haberte amado tanto.
En 1995 participa en la teleserie venezolana Kassandra, de gran audiencia internacional. 
También se ha dedicado a la música lírica participando del musical Madrid, Madrid en 1992.

## Muerte
Falleció a los 64 años en Valencia, debido a una insuficiencia respiratoria.

## Discografía

### Álbumes de estudio
- 1989 - Amante Aventurero
- 1990 - Por Haberte Amado Tanto
- 2000 - Bravo Bolero
- 2013 - Nino Bravo Vivir
- 2013 - Estelares de La Zarzuela

### Álbumes recopilatorios
- 1998 - Lo Mejor de Mí
- ? - Medley

### Otros álbumes
- 1996 - Vívela! Mi Tierra
- 1998 - Som del Valencia
- 2000 - Champions Mix Sí, sí, sí..... Nos Vamos a París
- 2004 - Amunt Valencia ¡Campions!
- 2020 - Macho Levante